# Stellar (chanson de Kick Chop Busters)
Cet article concerne la chanson de Kick Chop Busters. Pour la chanson d'Incubus, voir Stellar.
Stellar est le 3e single du groupe japonais Kick Chop Busters, Il a été utilisé pour les publicités japonaises du jeu Megaman Starforce 3 sur Nintendo DS. Le single est disponible en deux éditions : une régulière avec un CD et une limitée avec un CD et un DVD contenant le videoclip de la chanson.

## Liste des pistes
1. stellar
2. Heigh-pooooo!!
3. stellar (instrumental)